# Bahnhof Förtha (Kr Eisenach)
Der Bahnhof Förtha (Kr Eisenach) ist ein Bahnhof in der Gemeinde Gerstungen in Thüringen. Er liegt in der Nähe von Eisenach an der Werrabahn. Von 1962 bis 1992 zweigte im Bahnhof die Bahnstrecke Förtha–Gerstungen nach Gerstungen ab. Diese Strecke wurde gebaut, um den teilweise in der Bundesrepublik Deutschland liegenden Abschnitt Eisenach–Gerstungen der Bahnstrecke Halle–Bebra zu umgehen.

## Lage
Der Bahnhof befindet sich etwa 2 km (Luftlinie) vom Zentrum des Gerstunger Ortsteils Förtha entfernt, in der zu Förtha gehörenden Gemarkung Epichnellen. Der nördliche Teil des Bahnhofsgeländes befindet sich bereits in der Flur von Wolfsburg-Unkeroda, auch reicht die Ortslage von Unkeroda von Osten bis an den Bahnhof heran.

## Geschichte
1856 wurde mit dem Bau der Werrabahn begonnen und zwischen Eisenach und dem damals eigenständigen Dorf Epichnellen der Förthaer Tunnel hergestellt, der hier den Kamm des westlichen Thüringer Waldes und den Rennsteig unterquert. Am 30. Mai 1858 konnte der erste Zug die Strecke befahren, die offizielle Streckeneröffnung war am 1. November 1858. Nahe dem Scheitelpunkt der Bahnstrecke wurde aus betrieblichen Gründen in der Nähe des Dorfes Epichnellen die Signalstation Nr. 8 eingerichtet, die später eine Blockstelle wurde. Am 1. April 1896 folgte die Inbetriebnahme der Haltestelle, die den Namen Epichnellen (Wilhelmsthal) bekam.
Das den Großherzögen von Sachsen-Weimar-Eisenach als Sommerresidenz dienende Schloss Wilhelmsthal befindet sich 4 km östlich des Bahnhofes. Bei Staatsbesuchen und -jagden wurden die Bahnhöfe von Marksuhl, Eisenach und eben auch Epichnellen (Wilhelmsthal) für den Empfang der Gäste genutzt. 1908 wurde der zunächst eingleisige Bahnhof im Rahmen des Streckenausbaus auf zwei Gleise erweitert, 1909 war die Inbetriebnahme am Streckenkilometer 7,9. Nach dem Zusammenschluss der Gemeinden Förtha und Epichnellen hieß die Bahnstation ab dem 4. März 1946 Förtha (Kr Eisenach).
1961 begann der Bau einer zweiten Strecke, der Bahnstrecke Förtha–Gerstungen, welche als Umgehungsbahn der Thüringer Bahn zwischen Eisenach und Gerstungen diente. Nach der Wende und der Wiedereröffnung der Thüringer Bahn wurde der Verkehr auf dieser Strecke 1992 eingestellt. 1994 folgte die Stilllegung und später der Streckenabbau.
2001 übernahm die Süd-Thüringen-Bahn (STB) den Personenverkehr von Eisenach über Förtha (Kr Eisenach) nach Meiningen. Förtha wird stündlich von der Regionalbahn-Linie 41 Eisenach–Meiningen–Eisfeld–Sonneberg (Thür) Hbf bedient, hinzu kommen einige Verstärkerzüge zwischen Bad Salzungen und Eisenach. Im Bahnhof sind noch zwei durchgehende Gleise mit je einem Außenbahnsteig sowie ein weiteres mit einer Gleissperre gesichertes Abstellgleis vorhanden.

## Bahnhofsgebäude

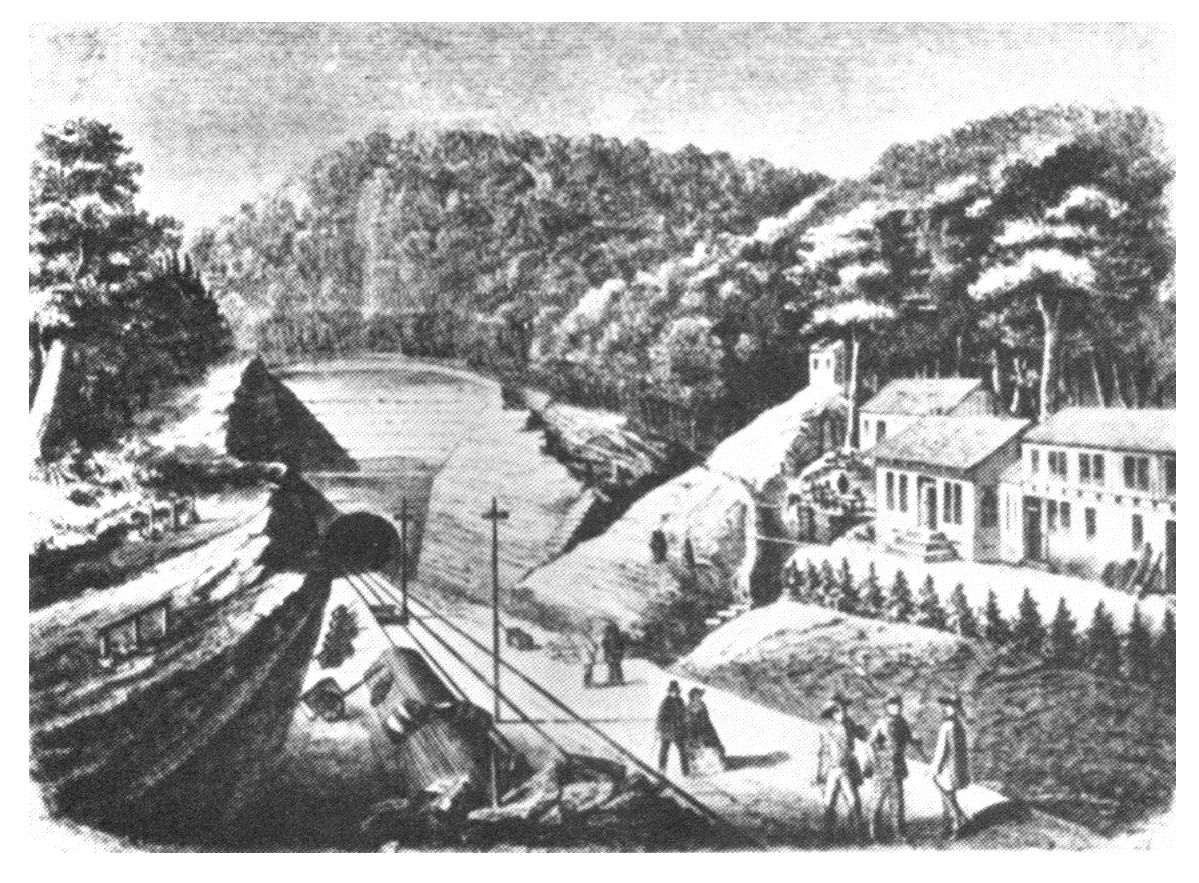
Signalstation Eppichnellen um 1860

Über das Aussehen des ersten Bahnhofsgebäudes in Förtha informieren mehrere zeitgenössische Albumblätter, welche von der Bahngesellschaft zu Werbezwecken in Auftrag gegeben wurden und auch in Illustrierten Verwendung fanden. Das ursprüngliche Hauptgebäude war ein kleines, einstöckiges Haus mit Pultdach. Daneben befand sich ein zweistöckiger Anbau mit Lagerräumen und Wartesaal. Etwas abseits am Waldrand befand sich noch ein separates Wohnhaus mit Pferdestall und Remise. Aus bildgestalterischen Gründen wurde vom Künstler das in Natura etwa 500 m entfernte südliche Tunnelportal in die Nähe des Bahnhofes versetzt.
Der heutige Bahnhof Förtha (Kr Eisenach) besteht aus dem Hauptgebäude mit den Diensträumen des Bahnhofsvorstehers, weiteren Aufenthaltsräumen der Bahnbediensteten und dem Fahrkartenschalter. Im Anbau befindet sich der Wartesaal, Toiletten für die Reisenden und einige Lagerräume.
Auf dem gegenüberliegenden Bahnsteig, zu dem man als Passagier über einen etwa 200 m langen Zugang gelangen kann, befindet sich kleiner Schutz- und Warteraum für etwa zehn Personen.
Das denkmalgeschützte Hauptgebäude besteht aus einem einstöckigen, teilunterkellerten Haus in Klinkerbauweise. An das Hauptgebäude setzt südlich der gründerzeitliche Anbau aus Fachwerk an. Der Bahnsteigbereich ist bis unmittelbar an die Bahnsteigkante mit einem Schutzdach überdacht.
Dieses Gebäudeensemble bildet den historischen Bahnhof. Unmittelbar hinter dem Hauptgebäude wurde um 1960 ein dreigeschossiges Wohnhaus für Bahnbedienstete errichtet, hier waren zunächst Wohn- und Büroräume der Bauleitung der Umgehungsbahn untergebracht.

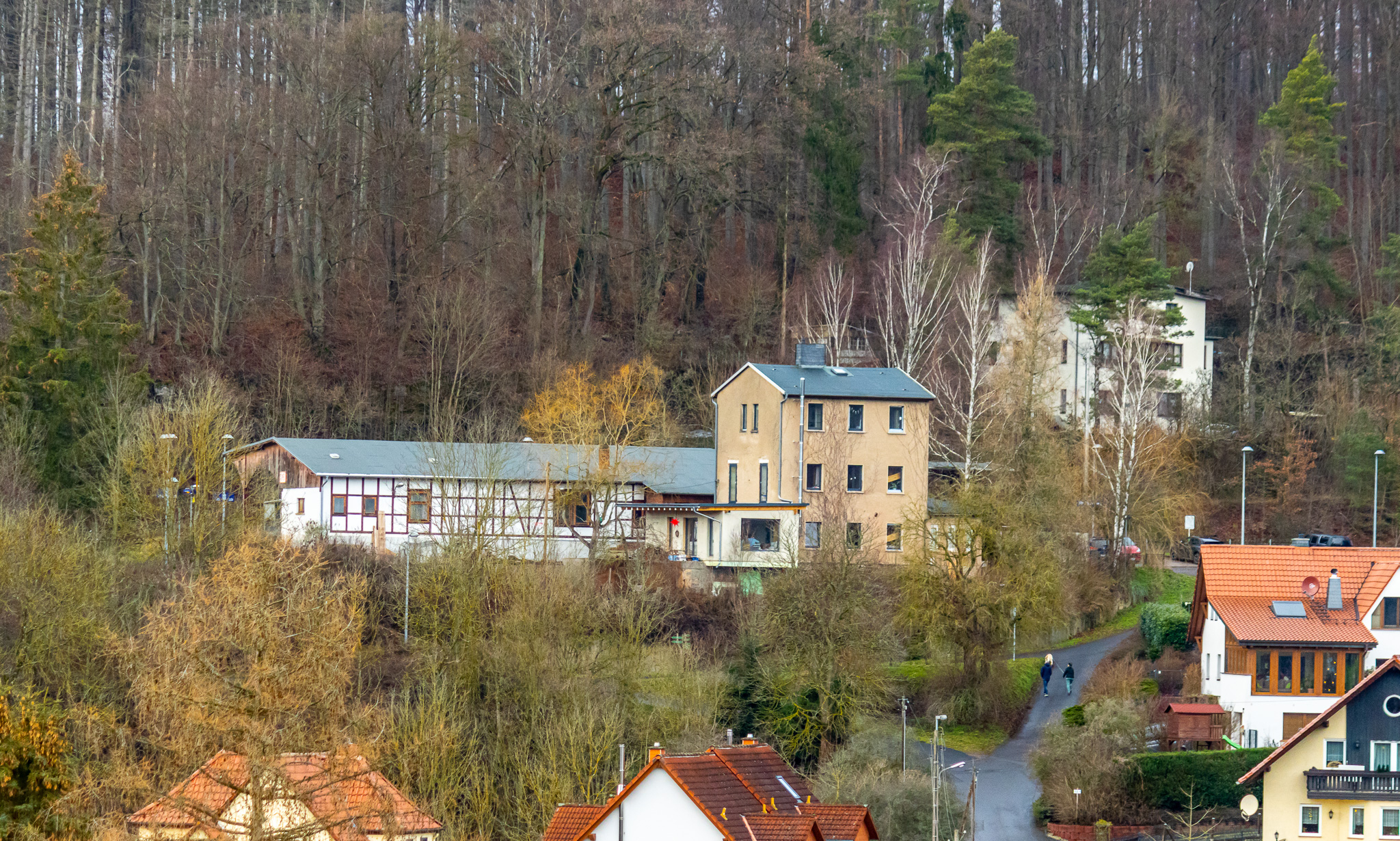
Bahnhof Förtha im Dezember 2022

## Umgebung

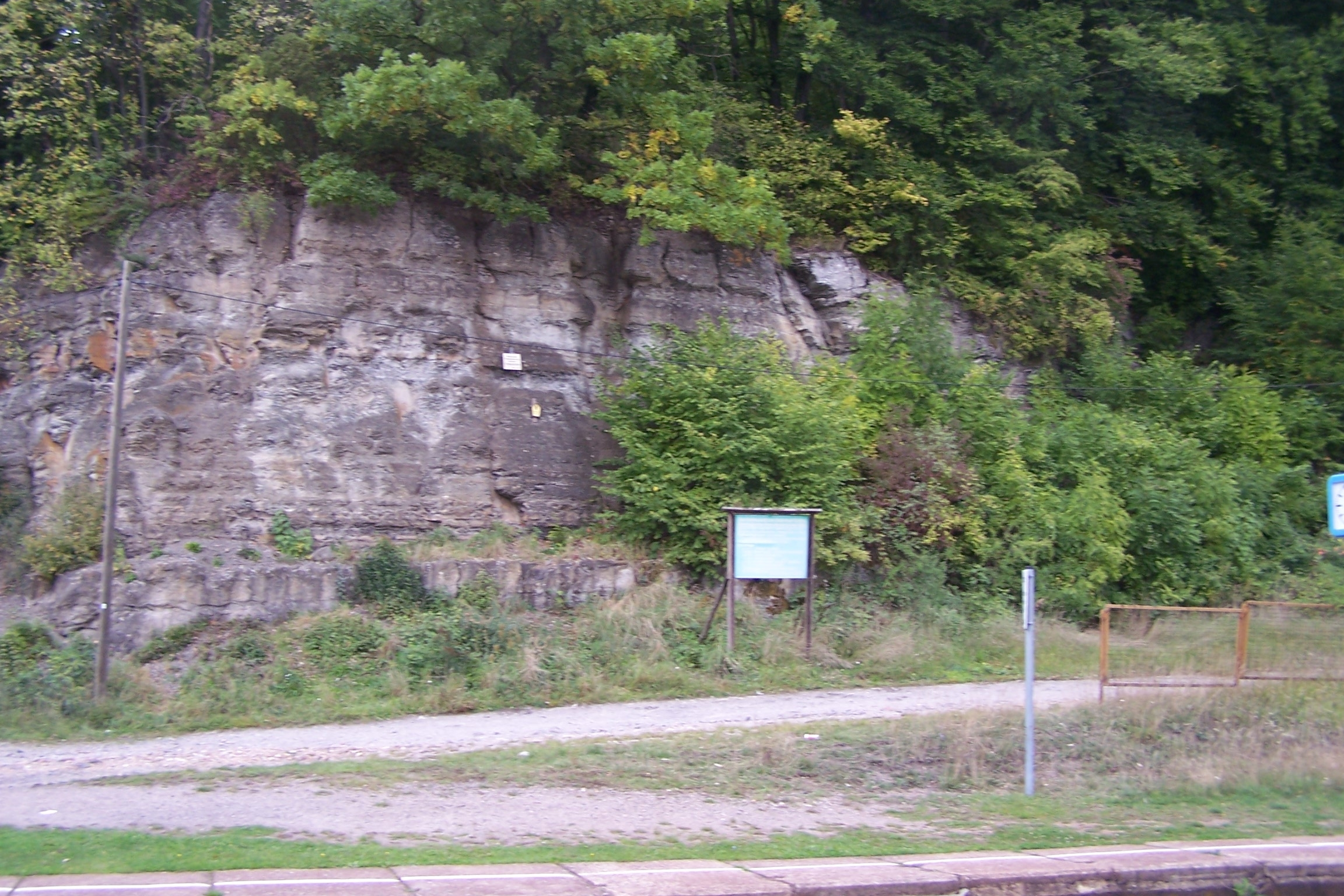
Zechsteinaufschluss am Bahnhof Förtha

Die Umgebung des Bahnhofs ist auch geologisch interessant, durch einen beim Bau der Eisenbahnstrecke entstandenen Aufschluss aus dem Perm-Zeitalter am Ende des Erdaltertums. Das Geotop Zechsteinprofil am Bahnhof Förtha ist seit 1966 als Flächennaturdenkmal ausgewiesen. Der Zechsteinaufschluss steht als Felswand direkt neben dem westlichen Bahnsteig des Bahnhofes und gilt als bedeutendster Aufschluss Westthüringens für den Übergang des Rotliegenden zum Zechstein.